# السويمرة (قرية)
السويمرة قرية سورية من قرى محافظة السويداء منطقة شهبا إلى الشمالي من مدينة شهبا.
من أصغر قرى منطقة «اللجاة» تقع على طرف «اللجاة» الشرقي منذ القرن الثاني، اسمها باليونانية «مسامرة»، بيوتها القديمة مسكونة، محورة، تغيرت بعض معالمها.
إحدى قرى محافظة «السويداء» الوادعة والهادئة، تتوسط قريتي «أم الزيتون» و«المتونة»، إلى الشمال من مدينة السويداء وتبعد عنها مسافة 25 كم،
القرية من القرى الصغيرة عدد سكانها 555 نسمة.